# Chlorostilbon poortmani
La esmeralda colicorta, (Chlorostilbon poortmani), llamada también esmeralda cola corta (en Venezuela), esmeralda rabicorta (en Colombia) o esmeralda verde hierba, es una especie de ave apodiforme de la familia Trochilidae —los colibríes— perteneciente al género Chlorostilbon. Es nativa de regiones andinas del noroeste de América del Sur.

## Distribución y hábitat
Se distribuye desde los Andes del oeste de Venezuela (Mérida y Táchira), hacia el sur hasta los Andes orientales colombianos. En Colombia se encuentra en la vertiente oriental desde Santander y Boyacá hasta el oeste de Meta y en la vertiente occidental hacia el sur hasta Huila.
Esta especie es considerada de común a bastante común en sus hábitats naturales: bosques húmedos, bordes de bosques, bosques abiertos, crecimientos secundarios, plantaciones de café y banano, y zonas cultivadas con árboles, normalmente a lo largo de arroyos, principalmente entre 750 y 2200 m de altitud (generalmente menos común en el extremo superior del área de distribución), pero aves adscritas a la subespecie poortmani excepcionalmente reportadas a 2800 m (Táchira) y por encima de 2700 m (Boyacá)) y hasta 300 m en el noroeste de Táchira o 150 m en el oeste de Mérida.

## Descripción
Mide unos 9 cm de longitud. Su pico es recto y negro, midiendo unos 18 mm de largo. Esta especie se asemeja a varios otros miembros del género Chlorostilbon. Si bien su cola es relativamente corta, algunas otras especies del género también tienen colas cortas (como por ejemplo Chlorostilbon alice). La corona y vientre del macho son de un verde esmeralda brillante iridiscente, su espalda es verde brillante, mientras que las plumas de su corta cola son color verde oliva oscuro. La hembra también tiene un dorso verde brillante, pero su corona es marrón, mientras que sus partes inferiores son grises, y posee una corta franja blanca atrás de su ojo. Su cola es verde claro, con dos plumas centrales de verde brillante con una punta blanca y con una franja azul-negro en su extremo.

## Sistemática

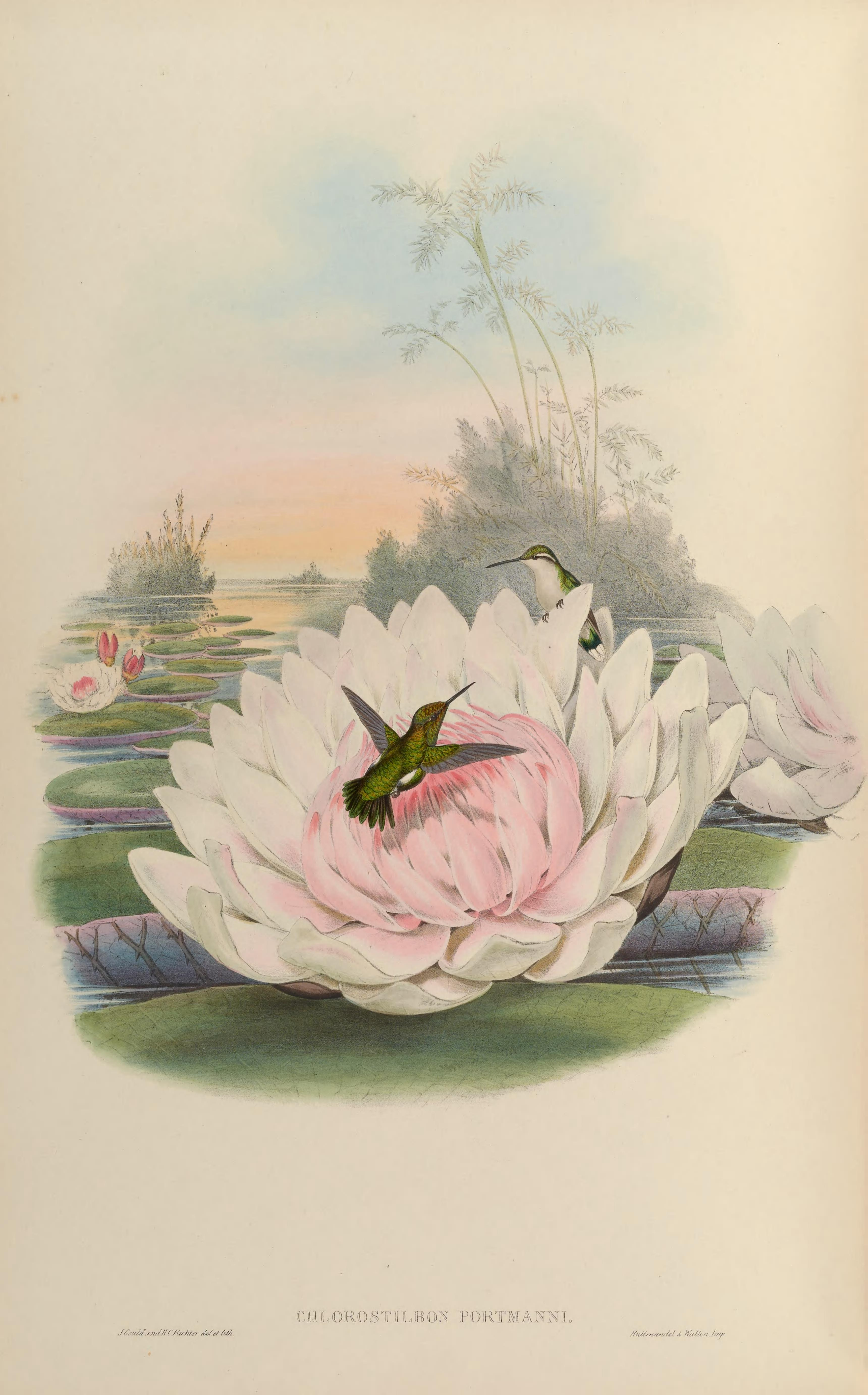
Chlorostilbon poortmani, ilustración de Gould y Richter en A monograph of the Trochilidae, or family of humming-birds 5, 1861.

### Descripción original
La especie C. poortmani fue descrita por primera vez por el ornitólogo francés Jules Bourcier en 1843 bajo el nombre científico Ornismya poortmani; su localidad tipo es: «Colombia».

### Etimología
El nombre genérico masculino «Chlorostilbon» se compone de las palabras del griego «khlōros» que significa ‘verde’, y «stilbōn» que significa ‘brillante’, un epíteto del planeta Mercurio; y el nombre de la especie «poortmani», conmemora al ornitólogo y recolector neerlandés Willem Poortman (1819–1891).

### Taxonomía
Está estrechamente emparentada con Chlorostilbon stenurus y C. alice, esta última ya fue tratada como una subespecie de la presente. Las formas descritas inexpectatus y auratus, conocidas por ejemplares únicos de «Bogotá» y «Perú», respectivamente, son individuos aparentemente aberrantes de esta especie.

### Subespecies
Según las clasificaciones del Congreso Ornitológico Internacional (IOC) y Clements Checklist/eBird  se reconocen dos subespecies, con su correspondiente distribución geográfica:
- Chlorostilbon poortmani euchloris (Reichenbach), 1854 – Andes orientales de Colombia, en la vertiente occidental al sur del Huila, y en la vertiente oriental en Santander.
- Chlorostilbon poortmani poortmani (Bourcier), 1843 – Andes en el oeste de Venezuela (Mérida y Táchira) y a lo largo de la vertiente oriental de los Andes orientales en Colombia, desde Boyacá hasta el oeste de Meta.